# Bundestagswahlkreis Hamburg-Wandsbek
Der Bundestagswahlkreis Hamburg-Wandsbek [ˈvantsbeːk] (Wahlkreis 22) ist ein Wahlkreis in Hamburg für die Wahlen zum Deutschen Bundestag. Er umfasst vom Bezirk Wandsbek die Stadtteile Bramfeld, Farmsen-Berne, Eilbek, Jenfeld, Marienthal, Rahlstedt, Steilshoop, Tonndorf, Volksdorf und Wandsbek. Bei der letzten Bundestagswahl waren 217.147 Einwohner wahlberechtigt. Nachdem der Wahlkreis seit 1957 bei allen Wahlen von der SPD hatte gewonnen werden können, siegte bei der Bundestagswahl 2009 erstmals der Direktkandidat der CDU.

## Geschichte
Der Wahlkreis war bei der Bundestagswahl 1949 die Nummer 5 der Hamburger Wahlkreise und danach die Nummer 19. Von 1965 bis 1998 hatte er die bundesweite Nummer 17. Bei den Bundestagswahlen 2002 bis 2009 trug er die Wahlkreisnummer 23, seit 2013 hat er die Nummer 22. Der Wahlkreis hieß bei den Wahlen 1949 bis 1961 Hamburg V und bei den Wahlen 1965 bis 1976 Wandsbek.
Das Wahlkreisgebiet umfasste ursprünglich den Bezirk Hamburg-Wandsbek ohne den Stadtteil Eilbek, der an den Wahlkreis Hamburg VI ging. Nach dem Neuzuschnitt der Wahlkreise vor der Bundestagswahl 1965 bestand der Wahlkreis dann aus dem Bezirk Wandsbek ohne die Stadtteile Marienthal, Jenfeld und Tonndorf, die an den Wahlkreis Bergedorf abgegeben wurden. Vor der Bundestagswahl 1972 ging noch das Ortsamtsgebiet Bramfeld an den Wahlkreis Hamburg-Nord II, das der Wahlkreis aber bei der Neuordnung der Wahlkreise vor der Bundestagswahl 1980 zurückerhielt. Stattdessen wurden im Austausch das Ortsamtsgebiet Alstertal sowie die Stadtteile Lemsahl-Mellingstedt, Duvenstedt, Wohldorf-Ohlstedt und Bergstedt an den neu gebildeten Wahlkreis Hamburg-Nord abgegeben. Vor der Bundestagswahl 2002 kamen die Stadtteile Marienthal, Jenfeld und Tonndorf an den Wahlkreis zurück. Dafür ging der Stadtteil Eilbek an den Wahlkreis Hamburg-Mitte. Zur Bundestagswahl 2017 kehrte Eilbek wieder in den Wahlkreis Hamburg-Wandsbek zurück.

## Wahlkreisabgeordnete
| Wahl | Abgeordneter | Abgeordneter     | Partei | Stimmen in % |
| ---- | ------------ | ---------------- | ------ | ------------ |
| 1949 |              | Irma Keilhack a  | SPD    | 40,7         |
| 1953 |              | Albert Walter    | DP     | 47,6         |
| 1957 |              | Irma Keilhack    | SPD    | 46,3         |
| 1961 | 46,2         | Irma Keilhack    | SPD    |              |
| 1965 |              | Ilse Elsner      | SPD    | 48,2         |
| 1969 | 56,1         | Ilse Elsner      | SPD    |              |
| 1972 |              | Alfons Pawelczyk | SPD    | 55,0         |
| 1976 | 48,3         | Alfons Pawelczyk | SPD    |              |
| 1980 | 54,5         | Alfons Pawelczyk | SPD    |              |
| 1983 |              | Eugen Glombig    | SPD    | 50,2         |
| 1987 |              | Peter Zumkley    | SPD    | 43,6         |
| 1990 | 43,1         | Peter Zumkley    | SPD    |              |
| 1994 | 43,1         | Peter Zumkley    | SPD    |              |
| 1998 | 52,0         | Peter Zumkley    | SPD    |              |
| 2002 |              | Ortwin Runde     | SPD    | 53,0         |
| 2005 | 49,6         | Ortwin Runde     | SPD    |              |
| 2009 |              | Jürgen Klimke    | CDU    | 36,5         |
| 2013 |              | Aydan Özoğuz     | SPD    | 39,9         |
| 2017 | 34,6         | Aydan Özoğuz     | SPD    |              |
| 2021 | 38,7         | Aydan Özoğuz     | SPD    |              |
| 2025 | 32,3         | Aydan Özoğuz     | SPD    |              |

## Wahlergebnisse

### Bundestagswahl 2025
| Kandidaten                                             | Kandidaten                              | Parteien/Listen     | Erststimmen | Erststimmen | Zweitstimmen | Zweitstimmen |
| Kandidaten                                             | Kandidaten                              | Parteien/Listen     | Stimmen     | %           | Stimmen      | %            |
| ------------------------------------------------------ | --------------------------------------- | ------------------- | ----------- | ----------- | ------------ | ------------ |
|                                                        | Saliha Aydan Özoğuzgewählt im WK        | SPD                 | 57.591      | 32,3        | 44.504       | 24,9         |
|                                                        | Manuel Ferdinand Theodor Sarrazin       | GRÜNE               | 23.210      | 13,0        | 25.956       | 14,5         |
|                                                        | Franziska Christina Brigitte Hoppermann | CDU                 | 43.928      | 24,7        | 39.925       | 22,3         |
|                                                        | Martina Gruhn-Bilic                     | FDP                 | 5.710       | 3,2         | 7.345        | 4,1          |
|                                                        | Thomas Iwan                             | Die Linke           | 18.926      | 10,6        | 20.488       | 11,5         |
|                                                        | Peggy Petra Heitmann                    | AfD                 | 25.873      | 14,5        | 25.266       | 14,1         |
|                                                        | —                                       | Tierschutzpartei    | –           | –           | 2.168        | 1,2          |
|                                                        | —                                       | Die PARTEI          | –           | –           | 830          | 0,5          |
|                                                        | Michael Kirchhoff                       | FREIE WÄHLER        | 2.455       | 1,4         | 935          | 0,5          |
|                                                        | —                                       | Volt                | –           | –           | 2.656        | 1,5          |
|                                                        | Toralf Endruweit                        | MLPD                | 449         | 0,3         | 83           | 0,0          |
|                                                        | —                                       | BÜNDNIS DEUTSCHLAND | –           | –           | 254          | 0,1          |
|                                                        | —                                       | BSW                 | –           | –           | 8.464        | 4,7          |
| Gesamt                                                 | Gesamt                                  | Gesamt              | 178.142     | 100         | 178.874      | 100          |
|                                                        |                                         |                     |             |             |              |              |
| Ungültige Stimmen                                      | Ungültige Stimmen                       | Ungültige Stimmen   | 1.751       | 1,0         | 1.019        | 0,6          |
| Wähler                                                 | Wähler                                  | Wähler              | 179.893     | 78,0        | 179.893      | 78,0         |
| Wahlberechtigte                                        | Wahlberechtigte                         | Wahlberechtigte     | 230.495     |             | 230.495      |              |
|                                                        |                                         |                     |             |             |              |              |
| Quellen: Die Bundeswahlleiterin, Kandidaten – Ergebnis |                                         |                     |             |             |              |              |

### Bundestagswahl 2021
| Kandidaten                                             | Kandidaten                | Parteien/Listen   | Erststimmen | Erststimmen | Zweitstimmen | Zweitstimmen |
| Kandidaten                                             | Kandidaten                | Parteien/Listen   | Stimmen     | %           | Stimmen      | %            |
| ------------------------------------------------------ | ------------------------- | ----------------- | ----------- | ----------- | ------------ | ------------ |
|                                                        | Franziska Hoppermann      | CDU               | 33.085      | 19,2        | 29.103       | 16,8         |
|                                                        | Aydan Özoğuzgewählt im WK | SPD               | 66.616      | 38,7        | 59.298       | 34,3         |
|                                                        | Daniel Grimm              | GRÜNE             | 26.599      | 15,4        | 32.134       | 18,6         |
|                                                        | Johann Graßhoff           | DIE LINKE         | 10.629      | 6,2         | 8.852        | 5,1          |
|                                                        | Wieland Schinnenburg      | FDP               | 15.755      | 9,1         | 19.225       | 11,1         |
|                                                        | Dietmar Wagner            | AfD               | 11.490      | 6,7         | 11.290       | 6,5          |
|                                                        | –                         | Die PARTEI        | –           | –           | 1.615        | 0,9          |
|                                                        | –                         | Tierschutzpartei  | –           | –           | 2.561        | 1,5          |
|                                                        | –                         | FREIE WÄHLER      | –           | –           | 1.084        | 0,6          |
|                                                        | Matthias Deutsch          | ÖDP               | 880         | 0,5         | 427          | 0,2          |
|                                                        | –                         | V-Partei³         | –           | –           | 202          | 0,1          |
|                                                        | Helmut Saß                | NPD               | 209         | 0,1         | 169          | 0,1          |
|                                                        | Renate Dohrn              | MLPD              | 117         | 0,1         | 49           | 0,0          |
|                                                        | –                         | DKP               | –           | –           | 69           | 0,0          |
|                                                        | Michael Stein             | dieBasis          | 3.054       | 1,8         | 2.481        | 1,4          |
|                                                        | –                         | BÜNDNIS21         | –           | –           | 83           | 0,0          |
|                                                        | –                         | du.               | –           | –           | 169          | 0,1          |
|                                                        | –                         | LKR               | –           | –           | 44           | 0,0          |
|                                                        | –                         | Die Humanisten    | –           | –           | 235          | 0,1          |
|                                                        | Arthur Kaiser             | PIRATEN           | 2.068       | 1,2         | 1.048        | 0,6          |
|                                                        | –                         | Team Todenhöfer   | –           | –           | 1.871        | 1,1          |
|                                                        | Luca Beitz                | Volt              | 1.834       | 1,1         | 812          | 0,5          |
| Gesamt                                                 | Gesamt                    | Gesamt            | 172.336     | 100         | 172.821      | 100          |
|                                                        |                           |                   |             |             |              |              |
| Ungültige Stimmen                                      | Ungültige Stimmen         | Ungültige Stimmen | 1.678       | 1,0         | 1.193        | 0,7          |
| Wähler                                                 | Wähler                    | Wähler            | 174.014     | 74,5        | 174.014      | 74,5         |
| Wahlberechtigte                                        | Wahlberechtigte           | Wahlberechtigte   | 233.483     |             | 233.483      |              |
|                                                        |                           |                   |             |             |              |              |
| Quellen: Die Bundeswahlleiterin, Kandidaten – Ergebnis |                           |                   |             |             |              |              |

### Bundestagswahl 2017
Zur Bundestagswahl 2017 am 24. September wurden 9 Direktkandidaten und 16 Landeslisten zugelassen.
| Direktkandidat                    | Partei           | Erststimmen in % | Zweitstimmen in % |
| --------------------------------- | ---------------- | ---------------- | ----------------- |
| Aydan Özoğuz                      | SPD              | 34,6             | 26,6              |
| Eckhard Graage                    | CDU              | 29,8             | 28,9              |
| Dennis Paustian-Döscher           | GRÜNE            | 7,1              | 10,4              |
| Cornelia Kerth                    | DIE LINKE        | 9,2              | 9,8               |
| Wieland Schinnenburg              | FDP              | 7,0              | 10,3              |
| Dietmar Wagner                    | AfD              | 9,5              | 9,8               |
| Helmut Saß                        | NPD              | 0,2              | 0,2               |
| Esther Isaak de Schmidt-Bohländer | Die PARTEI       | 1,8              | 1,2               |
| Christian Walbe                   | FREIE WÄHLER     | 0,9              | 0,5               |
| ‒                                 | ÖDP              | ‒                | 0,3               |
| ‒                                 | MLPD             | ‒                | 0,0               |
| ‒                                 | BGE              | ‒                | 0,4               |
| ‒                                 | DiB              | ‒                | 0,3               |
| ‒                                 | DKP              | ‒                | 0,0               |
| ‒                                 | Tierschutzpartei | ‒                | 1,1               |
| ‒                                 | V-Partei³        | ‒                | 0,2               |

### Bundestagswahl 2013
Zur Bundestagswahl 2013 am 22. September wurden 9 Direktkandidaten und 13 Landeslisten zugelassen.
| Direktkandidat     | Partei       | Erststimmen in % | Zweitstimmen in % |
| ------------------ | ------------ | ---------------- | ----------------- |
| Frank Schira       | CDU          | 37,3             | 34,9              |
| Aydan Özoğuz       | SPD          | 39,9             | 34,6              |
| Katja Husen        | GRÜNE        | 6,4              | 8,6               |
| Klaus-Dieter Abend | FDP          | 1,9              | 4,5               |
| Cornelia Kerth     | DIE LINKE    | 6,6              | 7,6               |
| Katja Falkenbach   | PIRATEN      | 2,3              | 2,4               |
| Helmut Saß         | NPD          | 1,0              | 0,9               |
| ‒                  | RENTNER      | ‒                | 0,6               |
| ‒                  | ÖDP          | ‒                | 0,2               |
| ‒                  | MLPD         | ‒                | 0,0               |
| Joachim Körner     | AfD          | 4,2              | 4,8               |
| Ulf Ohms           | FREIE WÄHLER | 0,5              | 0,4               |
| ‒                  | Die PARTEI   | ‒                | 0,4               |

### Bundestagswahl 2009
| Direktkandidat       | Partei                | Erststimmen in % | Zweitstimmen in % |
| -------------------- | --------------------- | ---------------- | ----------------- |
| Ingo Egloff          | SPD                   | 34,8             | 28,8              |
| Jürgen Klimke        | CDU                   | 36,5             | 30,2              |
| Anjes Tjarks         | Bündnis 90/Die Grünen | 9,4              | 11,8              |
| Jan Christopher Witt | FDP                   | 7,7              | 13,6              |
| Vasco Schultz        | Die Linke             | 9,5              | 10,9              |
| Helmut Saß           | NPD                   | 1,3              | 1,1               |
| David Perteck        | ödp                   | 0,8              | 0,4               |
| –                    | PIRATEN               | –                | 2,1               |
| –                    | RENTNER               | –                | 0,9               |
| –                    | MLPD                  | –                | 0,0               |